# مايكل شميد
مايكل شميد (بالإنجليزية: Michael Schmid)‏ (و. 1984  م) هو متزحلق حر سويسري، شارك في الألعاب الأولمبية الشتوية 2010، والألعاب الأولمبية الشتوية 2014، وFreestyle skiing at the 2010 Winter Olympics – Men's ski cross ‏.

## جوائز
حصل على جوائز منها:
- الشخصية الرياضية السويسرية للسنة [الإنجليزية]‏.

## روابط خارجية
- مايكل شميد على موقع الاتحاد الدولي للتزلج (التزلج الحر) (الإنجليزية)
- مايكل شميد على موقع أوليمبيديا (الإنجليزية)